# Bogulin
Bogulin – osada leśna w Polsce położona w województwie wielkopolskim, w powiecie poznańskim, w gminie Mosina.
W latach 1975–1998 miejscowość administracyjnie należała do województwa poznańskiego.